# Литературная премия имени А. М. Горького
Литературная премия имени А. М. Горького — татарстанская премия в области литературы, названная в честь А. М. Горького и вручаемая с 2003 года.

## История
Учреждена в 2002 году Управлением культуры города Казани совместно с администрацией Вахитовского района и Литературно-мемориальным музеем А. М. Горького. Присуждалась ежегодно в двух номинациях — «За честь и достоинство» (за многолетняя плодотворная литературная, педагогическая, общественная деятельность) и «За лучшую книгу» (наиболее значительное литературное произведение, вызвавшее большой резонанс). Лауреатами могли стать писатели и поэты, проживающие в Казани. Первыми обладателями премии в 2003 году были названы поэты Марк Зарецкий (посмертно) и Р. Х. Кожевникова. В 2009 году вручение премии было приостановлено. В 2018 году по решению президента Республики Татарстан Р. Н. Минниханова и председателя Союза писателей РТ Д. Х. Салихова вручение премии было возобновлено. Ныне она вручается министерством культуры Республики Татарстан. Церемония присуждения премии проходит ежегодно 28 марта в музее Горького в день рождения писателя.

## Лауреаты Горьковской премии
| Год  | Лауреат              | Основание для награждения                                                        | П             |
| ---- | -------------------- | -------------------------------------------------------------------------------- | ------------- |
| 2003 | Марк Зарецкий        | за честь и достоинство                                                           | [ 1 ] [ 7 ]   |
| 2003 | Роза Кожевникова     | за лучшую книгу                                                                  | [ 1 ] [ 7 ]   |
| 2004 | Рустем Сабиров       | за лучшую книгу                                                                  | [ 1 ] [ 5 ]   |
| 2004 | Геннадий Паушкин     | за многолетний труд в области литературы                                         | [ 1 ] [ 5 ]   |
| 2005 | Рустем Кутуй         | за честь и достоинство                                                           | [ 1 ] [ 14 ]  |
| 2005 | Тимур Алдошин        | за значимое произведение последних лет                                           | [ 1 ] [ 14 ]  |
| 2005 | Нонна Орешина        | за творческое раскрытие темы современной молодежи                                | [ 1 ] [ 14 ]  |
| 2006 | Елена Бурундуковская | за сборник стихов «Учебник жизни собственный пишу»                               | [ 1 ] [ 5 ]   |
| 2006 | Виль Мустафин        | за честь и достоинство»                                                          | [ 1 ] [ 5 ]   |
| 2007 | Борис Вайнер         | за многолетний труд в области литературы                                         | [ 1 ] [ 15 ]  |
| 2007 | Алёна Каримова       | за книгу «Другое платье»                                                         | [ 1 ] [ 15 ]  |
| 2008 | Наиля Ахунова        | за честь и достоинство                                                           | [ 1 ] [ 16 ]  |
| 2008 | Алексей Остудин      | за лучшую книгу                                                                  | [ 1 ] [ 16 ]  |
| 2009 | Инга Бикбулатова     | за плодотворное сотрудничество с музейным сообществом Республики Татарстан       | [ 17 ] [ 18 ] |
| 2009 | Лидия Спиридонова    | за плодотворное сотрудничество с музейным сообществом Республики Татарстан       | [ 17 ] [ 18 ] |
| 2019 | Лев Кожевников       | за книгу «Цветы на обочине»                                                      | [ 1 ] [ 13 ]  |
| 2019 | Айрат Бик-Булатов    | за книгу «История отечественной журналистики. Книга-блог»                        | [ 1 ] [ 13 ]  |
| 2020 | Эдуард Учаров        | за книгу «Стиходворения»                                                         | [ 10 ] [ 1 ]  |
| 2021 | Азалия Бадюгина      | за переводы книг «Девушка из Стамбула» Г. Исхаки и «Свистящие стрелы» Н. Фаттаха | [ 1 ] [ 19 ]  |
| 2022 | Айдар Сахибзадинов   | за книгу «Проза»                                                                 | [ 12 ] [ 20 ] |
| 2023 | Альфия Галимуллина   | за литературное исследование творчества Р. Р. Бухараева                          | [ 21 ] [ 22 ] |
| 2023 | Александр Аввакумов  | за художественное исследование неизвестных страниц Великой Отечественной войны   | [ 21 ] [ 22 ] |
| 2024 | Наиль Ишмухаметов    | за перевод романа А. М. Гилязова «В чьих руках топор»                            | [ 23 ] [ 24 ] |

## Комментарии
1. ↑  Посмертно.
2. ↑  Специальная премия.